# Gegenstromextraktion
Die Gegenstromextraktion ist ein physikalisch-chemisches Verfahren, um in Lösung befindliche Stoffe voneinander zu trennen.

## Verfahren
Das Verfahren beruht auf der unterschiedlichen Verteilung der verschiedenen Bestandteile der Ausgangslösung zwischen einer wässrigen und einer mit dieser nicht mischbaren organischen Phase. Möchte man eine in der wässrigen Lösung befindliche Substanz abtrennen, so bringt man die wässrige Lösung in engen Kontakt mit einer geeigneten organischen Lösung, in der die Substanz erheblich besser löslich ist. Dies geschieht beispielsweise dadurch, dass man die beiden Phasen schüttelt oder gegeneinander strömen lässt. Dabei tritt die das organische Milieu bevorzugende Komponente in die organische Phase über. Nach der Beruhigung trennen sich beide Phasen wieder. Meist ist die organische Phase leichter als die wässrige Lösung und schwimmt deshalb oben, so dass sie sich leicht von der wässrigen Phase separieren lässt.
In der Regel lässt sich die Trennung nicht vollständig in einem Schritt erreichen, so dass man das Verfahren mehrere Male wiederholen muss. Durch geeignete chemische Zusätze kann das Verhalten der Komponenten in gewissen Grenzen beeinflusst werden.

## Anwendung
In der Kerntechnik wird das Verfahren bei der Wiederaufarbeitung abgebrannter Brennelemente eingesetzt. Der Brennstoff wird in Salpetersäure aufgelöst. Als organische Phase dient eine Lösung von Tributylphosphat (TBP) in Kerosin.